# Gasr Silu
Gasr Silu ist eine Ruinenstätte in Libyen. Der antike Name dieses Ortes ist unbekannt. Die antiken Ruinen wurden in den 1960er Jahren entdeckt. Sie wurden 1969 von John Bryan Ward-Perkins besucht und zu etwa der gleichen Zeit von Sheila Gibson und Margaret Browne untersucht. Ausgrabungen fanden jedoch nie statt. Es gibt nur Skizzen und Photos der anstehenden Reste von den genannten Surveys. Die Ruinen des Ortes verteilen sich eher locker über ein größeres Gebiet. Es gibt Reste von verschiedenen Zisternen und Ölpressen. Die wichtigsten Ruinen sind jedoch zwei byzantinische Kirchen mit jeweils drei Schiffen und einer Apsis. Auf einem Hügel stehen heute noch die Reste eines relativ gut erhaltenen byzantinischen Forts (Gasr).